# Мацевичі (Вілейський район)
Мацевичі (біл. вёска Мацэвічы) — село в складі Вілейського району Мінської області, Білорусь. Село підпорядковане Нарочанській сільській раді, розташоване в північній частині області.